# Sachtext
Mit dem Begriff Sachtext (auch Gebrauchstext, pragmatischer, expositorischer, logischer oder funktionaler Text genannt) wird jeder Text bezeichnet, dessen Intention (Absicht) es in der Regel ist, Fakten zu liefern und (z. B. in der Zeitung oder anderen Medien) über Dinge zu informieren.

## Funktionen
Intentionen für Sachtexte sind:
informativ/informierend/darstellend
Ein Sachverhalt wird beschrieben, der Leser wird über einen Sachverhalt/über Tatsachen informiert (Beispiel: Bericht, wissenschaftliche Publikation)
expressiv
Der Leser wird über die eigene Situation des Autors informiert (Beispiel: Selbstmitteilung)
kommentierend
Dem Leser wird eine Meinung zu einem Sachverhalt mitgeteilt (Beispiel: Kommentar/Zeitungsartikel),
appellativ/appellierend
Es wird versucht, den Leser zu einem bestimmten Verhalten aufzufordern/einer bestimmten Haltung zu bewegen (Beispiel: Rede, Wahlprogramm)
argumentativ/argumentierend
Eine Meinung wird geäußert, der Leser soll davon mit Argumenten überzeugt werden (Beispiel: Erörterung/Stellungnahme)
normativ/normierend
Es wird definiert, Regeln werden festgelegt; der Leser wird veranlasst, bestimmte Regeln einzuhalten (Beispiel: Norm, Gesetz, Hausordnung)

## Textsorten
(Weitere) pragmatische Texte sind:
- die Nachricht
- der Kommentar
- die Reportage
- das Interview
- das Feature
- der Bericht
- die Rezension/Kritik
- die Vollmacht
- der Aufsatz

Häufig werden mit einem Sachtext mehrere Absichten gleichzeitig verfolgt; ein solcher Text wird als Mischtext bezeichnet.
Ein auf die wesentlichen Aspekte verkürzter Text wird als Kurzfassung, Zusammenfassung respektive Exzerpt bezeichnet, bei künstlerischen Werken im Allgemeinen als Inhaltsangabe.

## Taxonomie von Sachtexten
Zur strukturierten Sortierung von Sachtexten könnten die folgenden Oberkategorien verwendet werden:
| Kategorie        | Beispiele                                        | Beschreibung                                                                                                 |
| ---------------- | ------------------------------------------------ | --- |
| Anleitung        | Rezepte, Gebrauchsanweisungen, Benutzerhandbuch  | Texte, die (schrittweise) erklären, was zur Erreichung eines bestimmten Zieles oder Endzustandes zu tun ist. |
| Regelungen       | Vorschriften, Bestimmungen, Gesetze, Badeordnung | Texte, die bestimmte Handlungen oder Unterlassungen vorschreiben, mit dem Ziel, dass diese befolgt werden.   |
| Abhandlungen     | Aufsatz, Lexikonartikel, Abschlussarbeiten       | Texte, die (komplexe) Sachverhalte ausführlich darstellen und erläutern.                                     |
| Nachrichtentexte | Reportage, Zeitungsartikel, Meldung              | Texte, die über Aktuelles berichten und informieren.                                                         |
| Dokumentationen  | Protokoll                                        | Texte, die Informationen sammeln und aufbewahren zum späteren Zugriff ("Nachschlagen").                      |